# 权怀恩
权怀恩（?—?），唐朝雍州万年县（今陕西省西安市）人。
权怀恩是北周荆州刺史、千金郡公权景宣玄孙。先祖从天水徙至长安。祖父权弘寿，大业末年为临汾郡司仓书佐。李渊镇晋阳，引为判留守事。以从义师之功，官至秦王府长史，唐太宗待他甚厚。从平王世充，拜太仆卿。封卢国公，谥恭；父权知让，袭爵，官至博州刺史；叔祖父权万纪，他的堂弟是驸马都尉权毅。
权怀恩以恩荫授太子洗马。唐高宗咸亨初年，官至尚乘奉御，袭爵卢国公。奉乘安毕罗善于调马而得宠于高宗，权怀恩奏事，见到安毕罗在高宗左右戏慢无礼，回到官署将安毕罗杖笞四十。高宗赞赏他能不避强御，是真良吏。即日擢升为万年令。权怀恩赏罚分明，见恶辄斥，为政清肃，令行禁止，前后京城县令没有比得上他的。时人说他：“宁饮三斗尘，无逢权怀恩。”他的相貌雄毅，束带之后，妻儿也不敢仰视。历任庆州、莱州、卫州、邢州四州刺史，洛州长史。在任都以威名御下，官吏百姓都重足屏息而立。出为宋州刺史。当时汴州刺史杨德干也因严肃与权怀恩齐名。权怀恩路过汴州，杨德干送他出郊。权怀恩见汴桥新成，中途立木禁止过车。对杨德干说：“说一句不就行了，用木头干什么？”杨德干大惭，时议以为杨德干不如权怀恩。转任益州大都督府长史，不久去世。

## 延伸阅读
[在维基数据编辑]
 《舊唐書·卷185上》，出自刘昫《舊唐書》
 《新唐書·卷100》，出自《新唐書》